# 13301 Hofsteen
13301 Hofsteen este o planetă minoră (asteroid), cu un diametru de 3,775 km, din centura de asteroizi. A fost descoperită pe 14 septembrie 1998 la Experimental Test Site⁠(d) de Lincoln Near-Earth Asteroid Research. 
Obiectul prezintă o orbită caracterizată de o semiaxă mare de 2,6880628 UAi, o excentricitate de 0,09, o înclinație de 1,01858 ° în raport cu ecliptica.